# Ležaj
Ležáj (ang. bearing) je strojni element, ki omogoča pritrditev vrtečih delov in hkrati prenaša obremenitve z vrtečih se delov na mirujoči del naprave. 

## Vrste ležajev
- Drsni ležaji najenostavnejše konstrukcije so sestavljeni iz gredi, ki se vrti znotraj obroča. Lahko prestrezajo radialne obremenitve, če se pravilno dimenzionirani pa tudi aksialne. Mazanje ležajev se izvede lahko s črpalko (trdo ali tekoče mazivo) ali pa z mazalnimi obroči, ki obdajajo gred in se potapljajo v mazivo (obročno mazanje).
- Kotalni ležaj so zgrajeni iz več kroglic, valjčkov ali iglic, ki se vrtijo med dvema kotalnima obročema (radialni) ali pa med dvema kolutoma (aksialni ležaji). Skupaj jih drži na določeni razdalji kletka. Večina teh ležajev prenese, odvisno od konstrukcije, močno obremenitev v radialni ali aksialni smeri. Za razliko od drsnih ležajev imajo kotalni manjše trenje. Drsni ležaji pa imajo prednost pri zelo velikih aksialnih silah in vrtljajih.
- Magnetni ležaj uporablja magnetno levitacijo. Z najmanjšim trenjem omogočajo največje vrtilne hitrosti. Mazanje ni potrebno, saj ob pravilni uporabi praktično ni obrabe strojnih delov.
- Zračni ležaj uporablja stisnjen zrak, ki preprečuje kontakt med površinami in zmanjša obrabo. Mazanje ni potrebno.
- Hidravlični ležaj uporablja tekočino, stisnjeno med površinami. Ti ležaji imajo nizko trenje, visoko togost in omogočajo zelo visoke hitrosti.
- Foljni ležaj kombinacija drsnega in zračnega ležaja.

### Glede na vrsto obremenitve
- Aksialni ležaj  - obremenitev deluje v osi ležajev.
- Radialni ležaj - obremenitev deluje pravokotno na geometrijsko os gredi in ležaja.

### Kotalni ležaji
- Kroglični ležaj
- Valjčni ležaj
- Sodčkasti ležaj
- Iglični ležaj

## Lastnosti
- Trenje – čim manjše trenje je pomembno za učinkovitost vrtenja, manjšo obrabo in daljšo življenjsko dobo ležaja. Zmanjšanje trenja omogoča daljšo uporabo pri visokih hitrostih in hkrati preprečevanje pregrevanja ter prezgodnje okvare ležaja. Določene oblike, materiali, mazila in elektromagnetna polja lahko zmanjšajo trenje ležaja.
- Obremenitev – zasnova ležaja je odvisna od velikosti in smeri sil, ki ga obremenjujejo. Sile so lahko pretežno radialne (prečne), aksialne (vzdolžne) ali upogibni momenti, pravokotni na glavno os.
- Hitrost – različne vrste ležajev imajo različne omejitve delovne hitrosti. Drsni ležaji običajno delujejo le pri nižjih hitrostih, kotalni ležaji so hitrejši, sledijo hidravlični ležaji in nazadnje magnetni ležaji.
- Togost – togost ležaja označuje razdalje med posameznimi deli pod obremenitvijo ležaja.

## Življenjska doba
Na življenjsko dobo ležaja vplivajo številni dejavniki. Odvisna je od obremenitve, temperature, vzdrževanja, mazanja, napak v materialu, kontaminacije, rokovanja, namestitve in drugih dejavnikov. Primer: življenjska doba ležajev se je v enem primeru močno podaljšala s spremembo načina shranjevanja pred namestitvijo, saj so tresljaji med shranjevanjem povzročili okvaro maziva, čeprav je bila edina obremenitev ležaja njegova lastna teža.
Nekateri ležaji zahtevajo redno vzdrževanje, drugi pa so manj zahtevni. Manj vzdrževanja potrebujejo različne vrste polimernih, hidravličnih in magnetnih ležajev ter nekateri zatesnjeni kotalni ležaji. Ti vsebujejo ležajna tesnila, ki ščitijo ležaj pred vdorom umazanije, prahu, vlage in tujkov v notranjost ležaja, hkrati pa zadržujejo mazivo znotraj ležaja. Najbolj pogosto se uporabljajo pločevinasta tesnila, gumijasta tesnila in brezkontaktna gumijasta tesnila, glede na specifične zahteve in okolje delovanja ležaja.